# Eleição municipal de Colombo (Paraná) em 2016
As eleições municipais de Colombo, em 2016, foram realizadas em 2 de outubro para eleger um prefeito, um vice-prefeito e 17 vereadores no município de Colombo, no estado brasileiro do Paraná. Foram eleitos Beti Pavin (PSDB) e Sérgio Pinheiro (Progressistas) para os cargos de prefeita e vice-prefeito, respectivamente. Seguindo a Constituição, os candidatos são eleitos para um mandato de quatro anos a se iniciar em 1º de janeiro de 2017. A decisão para os cargos da administração municipal, segundo o Tribunal Superior Eleitoral, contou com 128.601 eleitores aptos, sendo 12.748 abstenções, de forma que 9.91% do eleitorado não compareceu às urnas no pleito.

## Antecedentes
A eleição municipal de 2012 da cidade de Colombo, Paraná, foi marcada pela vitória de Beti Pavin, do PSDB. Esta foi a terceira eleição vencida pela candidata para a chefia do poder executivo municipal. Ela também já foi vereadora, vice-prefeita e deputada estadual do Paraná. Como a candidata estava com seu registro de candidatura indeferido pelo Tribunal Superior Eleitoral (TSE), houve uma indefinição quanto à posse da prefeita eleita, sendo, inclusive, dado como vencedor o candidato conhecido como Zé Vicente, do Partido Verde (Brasil). Participaram do pleito, também, a ex-vice-prefeita, Rose Cavalli, do PDT, e Joel Cordeiro, do PSD.

## Campanha
A campanha de Beti Pavin, teve como foco os avanços conquistados ao longo das gestões anteriores da prefeita. A partir do ano de 1977, ela iniciou seu trabalho como telefonista e passou ao cargo de recepcionista na prefeitura do município. Ocupou diversos cargos políticos, como vereadora vice-prefeita e deputada estadual. Beti Pavin foi eleita três vezes, até então, prefeita de Colombo. Sua campanha à reeleição pela coligação "Confiança Para Avançar", contou com a participação de quinze partidos, sendo a maior neste pleito.  

## Resultados

### Eleições municipais de Colombo em 2016 para Prefeito
A eleição para prefeito contou com 5 candidatos em 2016: Rose Cavalli, do PDT; Beti Pavin, do PSDB; Joel Cordeiro, do PSD; Helder Lazarotto do PR; Já o candidato Elton Lucas Dognini, do PSOL, teve sua candidatura indeferida. O Tribunal Superior Eleitoral contabilizou 9,91% de abstenções nesse pleito.
| Candidato(a)               | Vice                              | Coligação                                                                                      | Votos recebidos | Percentual |
| -------------------------- | --------------------------------- | ---------------------------------------------------------------------------------------------- | --------------- | ---------- |
| Beti Pavin (PSDB)          | Sérgio Pinheiro (Progressistas)   | Confiança para Avançar (PSDB, PEN, PTC, PSL, PRP,PMN, PV, SDD, PRB, PTdoB, PP, PSDC, DEM, PTB) | 46.615          | 49,53%     |
| Helder Lazarotto (PR)      | Professor Alcione (PTN)           | Pra Fazer Acontecer (PR, PTN, PPL, PRTB)                                                       | 26.305          | 27,95%     |
| Joel Cordeiro (PSD)        | Rosalda Thomas (PCdoB)            | Muda Colombo (PSD, PMDB, PSC, PCdoB, PPS)                                                      | 12.868          | 13,67%     |
| Rose Cavalli (PDT)         | Cleverson Coradin (PROS)          | Colombo para Todos (PDT, PT, PROS)                                                             | 8.327           | 8,85%      |
| Elton Lucas Dognini (PSOL) | Juarez Saraiva de Oliveira (PSOL) | --                                                                                             | 0               | 0%         |

### Eleições municipais de Colombo em 2016 para Vereador
Na decisão para as vagas de vereador nas eleições municipais de 2016, foram eleitos 17 vereadores com um total de 98.315 votos válidos. O Tribunal Superior Eleitoral contabilizou 8.534 votos em branco e 9.004 votos nulos. De um total de 128.601 eleitores aptos, 12.748 (9,91%) não compareceu às urnas.
| Nome                         | Partido político                               | Coligação                                               | Votos recebidos | Percentual |
| ---------------------------- | ---------------------------------------------- | ------------------------------------------------------- | --------------- | ---------- |
| Sidinei Campos de Oliveira   | Partido Republicano Progressista (PRP)         | Colombo Ainda Mais Forte                                | 1.941           | 1,97%      |
| Angelo Betinardi             | Partido Trabalhista Cristão (PTC)              | Unidos por Amor a Colombo                               | 1.757           | 1,79%      |
| Marcos Antonio da Silva      | Patriota (PATRI)                               | Unidos por Amor a Colombo                               | 1.722           | 1,75%      |
| Jercon Reis Santana          | Partido Social Liberal (PSL)                   | Colombo Ainda Mais Forte                                | 1.696           | 1,73%      |
| Jose Renato Strapasson       | Partido Trabalhista Brasileiro (PTB)           | Juntos Somos Fortes                                     | 1.618           | 1,65%      |
| Joao Marcos Berlesi          | Partido da Social Democracia Brasileira (PSDB) | Partido da Social Democracia Brasileira (sem coligação) | 1.523           | 1,55%      |
| Antoninho Barth              | Partido da Social Democracia Brasileira (PSDB) | Partido da Social Democracia Brasileira (sem coligação) | 1.505           | 1,53%      |
| Eurico Braz de Bomfim        | Partido da República (PR)                      | Por uma Nova Colombo                                    | 1.348           | 1,37%      |
| Anderson Ferreira da Silva   | Partido dos Trabalhadores (PT)                 | Colombo Que Merecemos                                   | 1.320           | 1,34%      |
| Doliria Londregue Strapasson | Partido da Social Democracia Brasileira (PSDB) | Partido da Social Democracia Brasileira (sem coligação) | 1.269           | 1,29%      |
| Thiago da Silva de Jesus     | Partido Republicano Brasileiro (PRB)           | Juntos por Colombo                                      | 1.165           | 1,18%      |
| Elcio Augustinho Surdi       | Partido da Social Democracia Brasileira (PSDB) | Partido da Social Democracia Brasileira (sem coligação) | 1.099           | 1,12%      |
| Renato Lunardon              | Partido Verde (PV)                             | Semeando no Presente Para Colher no Futuro              | 1.065           | 1,08%      |
| Vagner Brandão               | Partido Republicano Brasileiro (PRB)           | Juntos por Colombo                                      | 1.020           | 1,04%      |
| Valdecir Martins dos Santos  | Partido Socialista Brasileiro (PSB)            | Semeando no Presente Para Colher no Futuro              | 1.001           | 1,02%      |
| Mauricio Fortunato da Paixáo | Partido Trabalhista Brasileiro (PTB)           | Juntos Somos Fortes                                     | 983             | 1%         |
| Edson Luiz Bagio             | Partido Trabalhista Cristão (PTC)              | Unidos por Amor a Colombo                               | 832             | 0,85%      |

## Análise
A reeleição de Beti Pavin não gerou surpresa entre os cidadãos, uma vez que foi eleita com quase 50%  dos votos. De família tradicional, cuja origem é italiana, a reeleição já era esperada. Com isso, chegou ao quarto mandato conquistado pelo voto popular, superando o ex-prefeito Carlos Fontoura Falavinha (que havia sido prefeito por três mandatos), sendo, portanto, a prefeita com maior tempo de gestão e maior número de mandatos. Entretanto, ainda no ano que foi reeleita, Pavin foi alvo de diversos escândalos, gerando uma crise em seu governo.